# 安加拉航空2311号班机空难
安加拉航空2311号航班是俄羅斯安加拉航空公司營運的一趟自俄罗斯伊格纳耶沃机场飞往滕达机场的定期航班。飛機起飛時就遇到惡劣天氣並比原定時間推遲起飛。而飛機在接近預定機場時依然能見度很低。
2025年7月24日，此班機在飛往俄罗斯东部阿穆尔州滕达市途中遭遇空難，坠毁在滕达附近的一片森林。42名乘客和6名机组人员全部罹难 。飛機上有一名中国人。
阿穆尔州宣布为空难遇难者哀悼三天。

## 機組成員
該班機配有6名機組成員，其中配有3名機師，61歲的機長維亞切斯拉夫·洛格維諾夫，曾在伊爾庫茨克航空服務，副駕駛是37歲基里爾·普拉克辛，飛行工程師是30歲的弗拉基米爾·沃赫明采夫，空服員阿納斯塔西婭·貝斯梅爾特納亞從2007年開始從事此行業，另外兩名機組是地面工程師，55歲的維塔利·科爾圖諾夫以及28歲的阿列克謝·雷先科。